# Rinorea lualensis
Rinorea lualensis là một loài thực vật có hoa trong họ Hoa tím. Loài này được Exell & Mendonça miêu tả khoa học đầu tiên năm 1936.